# Управна зграда болнице у Крагујевцу
Управна зграда болнице у Крагујевцу представља непокретно културно добро као споменик културе, одлуком Владе Републике Србије бр. 633-3153/97-11, од 8. августа 1997. године, Сл. Гл. РС бр. 39, од 5. септембра 1997. године.
Зграда је подигнута у периоду између два светска рата, у еклектичном духу заснованом на принципима академизма. Фасада је симетрично компонована са истуреним средњим ризалитом, са улазом. Састоји се из сутерена, високог приземља и спрата. Фасаде имају скромну декорацију, сведену на назначене пиластре, венце и оквире око врата.
Управна зграда болнице је смештена у оквиру Клиничког центра и у њој је и даље смештена болничка управа. Овај споменик културе се сврстава међу најзначајније споменике везане за здравство на територији Крагујевца.